# Peter Gehrisch

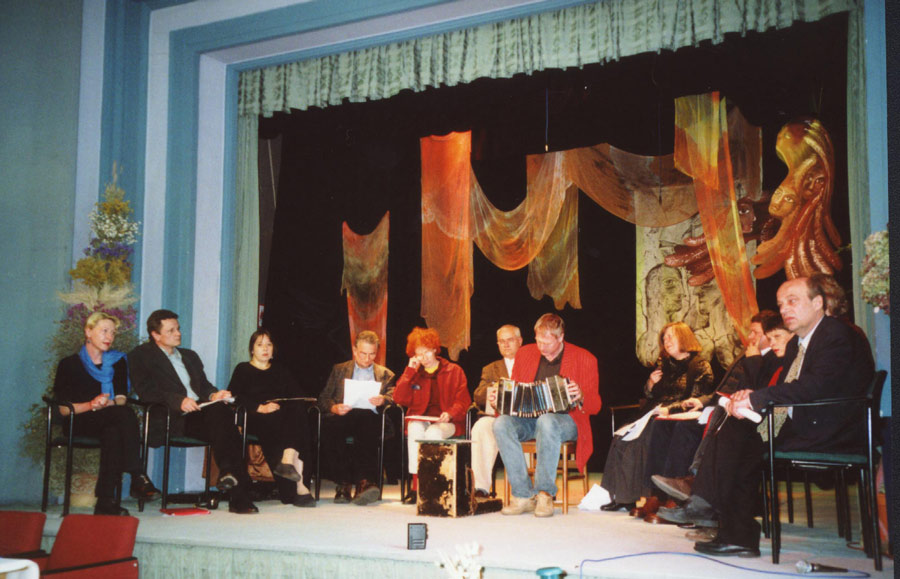
Peter Gehrisch, 6.v.l., Orpheus-Gruppe in Zgorzelec

Peter Gehrisch (* 13. Januar 1942 in Dresden) ist ein deutscher Schriftsteller, Übersetzer und Herausgeber der Zeitschrift „Ostragehege“.

## Leben
Peter Gehrisch wurde in Dresden geboren. Nach der Bombardierung der Stadt 1945 lebte die Familie kurzzeitig in Bielatal, bevor sie sich erneut in Dresden niederließ. Peter Gehrisch begann nach seinem Schulabschluss eine Ausbildung am Lehrerbildungsinstitut in Nossen und studierte Deutsch und Ethik an der Pädagogischen Hochschule „Clara Zetkin“ Leipzig und der Technischen Universität Dresden. Es folgten Anstellungen als Lehrer: Ab 1985 war er an der Volkshochschule in Dresden tätig und gab im Zuge der Wende Kurse, die „sich mit der jüngst vergangenen Geschichte der DDR-Literatur und ihren Literaten kritisch auseinander[…]setzen. Man nimmt sich vor, die Geschichte neu zu bewerten und den in der DDR unerwünschten Autoren den Raum der Volkshochschule zur Verfügung zu stellen.“ Ab 1992 war Peter Gehrisch auch an Gymnasien Dresdens wie dem Abendgymnasium als Lehrer tätig.
1983 erschienen erste Veröffentlichungen Peter Gehrischs in Zeitungen und Zeitschriften, so war er als Literaturkritiker für die Dresdner Tageszeitung Union und die kulturelle Wochenzeitung Sonntag tätig. Im Jahr 1990 erschien ein Beitrag Peter Gehrischs als „Mitarbeiter aus der DDR“ in der Wochenzeitung Die Zeit. Im Jahr 1993 veröffentlichte er zusammen mit dem Dresdner Fotografen Christian Borchert (1942–2000) den Band Dresden. Flug in die Vergangenheit, der Bilder aus Dokumentarfilmen aus den Jahren 1910 bis 1949 enthält. Bereits ein Jahr später erschien mit dem Buch Das Glücksrad eine Sammlung von Kurzgeschichten, die sich mit der unmittelbaren Nachkriegszeit beschäftigten. Dies sowie die Auseinandersetzung mit der Bombardierung Dresdens sind Themen, die sich durch Peters Gehrischs autobiografisch geprägtes Gesamtwerk ziehen und die er zuletzt in seinem Roman Hans-Theodors Karneval oder Das Federnorakel aus dem Jahr 2006 verarbeitete.
Aus seiner Biografie entspringt auch sein Interesse für das Nachbarland Polen. Der Großvater Peter Gehrischs wurde nach Ende des Zweiten Weltkriegs aus Bad Charlottenbrunn vertrieben, woraufhin er sich als Enkel intensiv mit dem Land und der Sprache beschäftigte. Er lernte Polnisch und pflegte Kontakte zu polnischen Schriftstellern. In den Jahren 1993 und 1996 war er der Initiator der Deutsch-Polnischen Literaturtage in Dresden, gehört zur Orpheus-Autorengruppe und war Teilnehmerin am deutsch-polnischen Poetendampfer und arbeitete von da an auch als Übersetzer polnischer Werke ins Deutsche, so zum Beispiel von Gedichten Cyprian Kamil Norwids, Urszula Koziołs oder Wojciech Izaak Strugałas. Auch eigene Werke, wie der Gedichtband Wortwunder Vers / Zraniony słowem wers aus dem Jahr 2001 erschienen in deutscher und polnischer Sprache. Zusammen mit Renata Maria Niemierowska und dem Übersetzer Marek Śnieciński initiierte Peter Gehrisch 1999 das Projekt Orpheus/Orfeusz, zu dem sich zwei Mal im Jahr Schriftsteller aus verschiedenen europäischen Ländern in Polen, seit 2003 immer in Lwówek Śląski, zu den Europa-Tagen der Poesie treffen, eigene Texte verfassen und vor Publikum in Polen und Deutschland vorstellen. Eine Zusammenstellung von Texten des Projekts gab Peter Gehrisch zusammen mit Axel Helbig 2005 unter dem Titel Orpheus versammelt die Geister. Stimmen aus der Mitte Europas heraus.
Peter Gehrisch ist Gründer des Vereins Literarische Arena, der seit 1994 die Zeitschrift für Literatur und Kunst Ostragehege herausgibt und bisher sechs Anthologien, wie zum Beispiel Orpheus versammelt die Geister im Kontext der Begegnung mit osteuropäischen Kulturen, herausgegeben hat. Seit 2011 nimmt er teil an internationalen Kongressen und Poesiefestivals in Belgrad, Smederevo (Serbien) und Reșița (Rumänien). 2013 trat er an der Katholischen Universität Lublin mit dem Referat „Norwid – fern vom Trivium seiner Epoche“ in Erscheinung.
Peter Gehrisch lebt zusammen mit seiner polnischen Ehefrau in Görlitz und Lwówek Śląski.

## Ehrungen
Im Jahr 2006 wurde Peter Gehrisch durch den sächsischen Ministerpräsidenten Georg Milbradt der Verdienstorden des Freistaates Sachsen verliehen, da er „sich um die Literatur in Sachsen und den Kulturaustausch mit Polen und Tschechien hervorragende Verdienste erworben [hat…] Herr Gehrisch organisierte zahlreiche Autorentreffen, die im großen Maße zu dem guten nachbarschaftlichen Verhältnis zwischen Sachsen und seinen polnischen und tschechischen Grenzregionen geführt haben. Auch sein eigenes schriftstellerisches Werk ist dem Gedanken der Verständigung und Versöhnung mit den Nachbarstaaten gewidmet.“ Im Jahr 2008 wurde Gehrisch Ehrenbürger der Stadt Lwówek Śląski und erhielt 2019 ein Stipendium der Kulturstiftung des Freistaates Sachsen für die Arbeit als Übersetzer in Pécs, Ungarn. Peter Gehrisch wurde 2018 anlässlich des UNESCO-Welttages der Poesie 2018 der „Goldene Ring mit Adler“ verliehen für seine Vermittlung zwischen polnischer und deutscher Kultur, seine Übersetzungen, die Organisation der Dresdner Literaturtage und in Anerkennung seines eigenen literarischen Schaffens.

## Werke
- zus. mit Christian Borchert: Dresden, Flug in die Vergangenheit. 1993.
- Poet’s corner 19: Peter Gehrisch. 1993.
- Das Glücksrad. Kurzgeschichten. 1994.
- Wortwunder Vers / Zraniony słowem wers. Gedichte. 2001.
- Hans-Theodors Karneval oder Das Federnorakel. Roman. 2006.
- Tunnelgänge. Gedichte. 2006.
- Die Bilder, die Wörter, das Schiff. Roman. 2012.
- Katakumby. Gedichte dt./poln., Wrocław 2007, ISBN 978-83-924890-2-3.
- Der glimmende Ring meiner Lichtwissenschaft. Gedichte. Leipzig 2014, ISBN 978-3-86660-182-6.
- Ich: Zungenaristokrat, Gedichte serb./dt. Smederovo 2014, ISBN 978-83-922463-2-9.
- Chronos, preise mir jetzt nicht das Chaos! Gedichte. 2019, ISBN 978-3-86356-261-8.
- Das Märchen hebt an, guten Abend! Erzählungen. 2020, ISBN 978-3-86356-296-0.

### Veröffentlichungen als Übersetzer und Herausgeber
- Zielona granica / Die grüne Grenze. (Ü., Mhrsg., 1995)
- Es ist Zeit, wechsle die Kleider. Stimmen aus Polen. (Gedichte, Hrsg. mit Dieter Krause, 1998)
- Das Land Ulro nach Schließung der Zimtläden. Stimmen aus Deutschland, Polen, Ungarn und Tschechien. (Hrsg. mit Axel Helbig, 2000)
- Orpheus. Gespräch im Wort / Orfeusz, Rozmowa w słowie. (Gedichte, Mhrsg., 2001)
- Heimkehr in die Fremde. Stimmen aus der Mitte Europas. (Mhrsg., 2002)
- Cyprian Kamil Norwid: „Das ist Menschensache! …“ Ausgewählte Gedichte. (Ü. u. Hrsg., 2003)
- Wojciech Izaak Strugała: Phantasmagorien. (Ü. u. Hrsg., 2005)
- Orpheus versammelt die Geister. Stimmen aus der Mitte Europas. (Mhrsg., 2005)
- Z ust źródeł / Aus Brunnen-Mündern. Spotkania z poezją / Begegnung der Poesie in Lwówek Śląski. (Hrsg., 2006)
- Urszula Kozioł: Bittgesuche. (Ü. u. Hrsg., 2007)
- Das reicht für eine Irrfahrt durch Polen. Gedichte (aus dem Poln., Auswahl, Ü. u. Hrsg., 2010)
- Cyprian Kamil Norwid: Über die Freiheit des Wortes. Gedichte und ein Poem. (Ü., 2012)
- Cyprian Kamil Norwid: Vade-mecum. Gedichtzyklus, (Ü.), 2017, ISBN 978-3-86660-206-9.
- György Mandics / Zsuzsanna M. Veress: Aus den Aufzeichnungen von János Bolyai. (Ü. mit Julia Schiff), 2018, ISBN 978-3-86356-148-2.
- Aleksander Nawrocki: Mir träumte von meiner Kindheit. Gedichte (Ü. und Hrsg.), 2018, ISBN 978-3-86356-155-0.
- Slavomir Gvozdenović: Wir kehrten verwundet zurück in die Welt. Gedichte, mit Grafiken von Piotr Patryk Lewkowicz (Ü. mit Johann Lippet und Bettina Wöhrmann). 2018, ISBN 978-3-86356-177-2.
- Denisa Comănescu: Rückkehr aus dem Exil. Gedichte. (Ü. mit Jan Cornelius). 2018, ISBN 978-3-86356-193-2.
- Dato Barbakadse: Wenn das Lied sich vom ermüdeten Körper befreit. (Ü., 2018), ISBN 978-3-86356-241-0.
- Milan Hrabal: Wenn die Fische davonfliegen. (Ü. und Hrsg., 2019), ISBN 978-3-86356-255-7.
- Lâm Quang Mỹ: So streicht das Leben dahin… (Ü. und Hrsg., 2019), ISBN 978-3-86356-274-8.
- Mićo Cvijetić: Donjebjesspěće / Himmelfahrt. (Ü. mit Dorothea Scholze, 2019), ISBN 978-3-86356-260-1.